# Dịch bao hoạt dịch
Dịch bao hoạt dịch là một chất lỏng nhớt, phi Newton được tìm thấy trong các khoang của các khớp hoạt dịch.  Với tính nhất quán giống như lòng trắng trứng, vai trò chính của dịch bao hoạt dịch là làm giảm ma sát giữa sụn khớp của khớp trong quá trình vận động.  Chất lỏng hoạt dịch là một thành phần nhỏ của thành phần chất lỏng giữa các tế bào của dịch ngoại bào.

## Kết cấu
Màng trong của khớp hoạt dịch được gọi là màng hoạt dịch và tiết dịch bao hoạt dịch vào khoang khớp.  Chất lỏng hoạt dịch là một siêu lọc từ huyết tương, và chứa các protein có nguồn gốc từ huyết tương và protein được sản xuất bởi các tế bào trong các mô khớp.  Chất lỏng chứa hyaluronan được tiết ra bởi các tế bào giống như nguyên bào sợi trong màng hoạt dịch, bôi trơn (proteoglycan 4; PRG4) được tiết ra bởi các tế bào sụn bề mặt của sụn khớp và dịch kẽ được lọc từ huyết tương.  Chất lỏng này tạo thành một lớp mỏng (khoảng 50 μm) ở bề mặt sụn và cũng thấm vào vi khuẩn và bất thường trên bề mặt sụn khớp, lấp đầy không gian trống.  Chất lỏng trong khớp sụn hiệu quả đóng vai trò như một khu bảo tồn chất lỏng hoạt dịch.  Trong quá trình di chuyển, chất lỏng hoạt dịch được giữ trong sụn được vắt ra một cách cơ học để duy trì một lớp chất lỏng trên bề mặt sụn (được gọi là bôi trơn mài).  Các chức năng của chất lỏng hoạt dịch bao gồm:
- giảm ma sát - chất lỏng hoạt dịch bôi trơn khớp nối [5]
- hấp thụ sốc - như một  chất lỏng dilatant, mà có các đặc tính rheopectic,[6] trở nhớt hơn dưới áp lực áp dụng; dịch bao hoạt dịch trong khớp diarthrotic trở nên dày hơn khi áp dụng lực cắt để bảo vệ khớp và sau đó, ngay lập tức trở lại độ nhớt bình thường để tiếp tục chức năng bôi trơn giữa các cú sốc.[7]
- vận chuyển chất dinh dưỡng và chất thải - chất lỏng cung cấp oxy và chất dinh dưỡng và loại bỏ carbon dioxide và chất thải trao đổi chất từ các tế bào sụn trong sụn xung quanh
- sàng phân tử - áp lực trong lực khớp hyaluronan trong chất lỏng chống lại màng hoạt dịch tạo thành một hàng rào chống lại các tế bào di chuyển vào, hoặc chất lỏng di chuyển ra khỏi không gian khớp.  Chức năng này phụ thuộc vào trọng lượng phân tử của hyaluronan.[8]